# Keasbey Nights
Keasbey Nights è il primo album in studio del gruppo musicale statunitense Catch 22, pubblicato nel 1998.
Nel 2004 Tomas Kalnoky ha deciso di ri-registrare il disco con il suo progetto musicale Streetlight Manifesto con l'approvazione dell'etichetta Victory Records. Il disco è uscito nel 2006.

## Tracce
Testi e musiche di Tomas Kalnoky.
1. Dear Sergio – 2:31
2. Sick and Sad – 2:21
3. Keasbey Nights – 3:02
4. Day In, Day Out – 3:22
5. Walking Away – 4:06
6. Giving Up, Giving In – 2:48
7. On & On & On – 3:14
8. Riding the Fourth Wave – 1:50
9. This One Goes Out To… – 2:35
10. Supernothing (Gimp cover) – 2:49
11. 9mm and a Three Piece Suit – 1:56
12. Kristina She Don't Know I Exist – 5:10
13. As the Footsteps Die Out Forever – 3:11
14. 1234, 1234 – 7:09